# Parauncinula septata
Parauncinula septata ist ein Schlauchpilz aus der Familie der Echten Mehltaupilze (Erysiphaceae). Er ist ein Pflanzenpathogen und befällt Eichen (Quercus).

## Beschreibung
Die Art bildet ein ausgebreitetes Mycel auf Blättern aus. Konidien werden nicht gebildet. Die Chasmothecien sind zerstreut und typischerweise auf der Blattunterseite zu finden. Ihr Durchmesser beträgt (80-)100–230 µm. Die Peridienzellen sind irregulär polygonal bis rundlich und 6–15 µm im Durchmesser.
Die Anhängsel der Fruchtkörper sind sehr zahlreich und (30-)50–200(-220) µm lang. Sie befinden sich in der oberen Hälfte des Chasmotheciums und etwas kürzer als der Chasmotheciendurchmesser. Ihre Dicke ist über die ganze Länge gleichbleibend und beträgt 3–8 µm. Die Anhängsel haben 5–11 Septen, die oft bis in die obere Hälfte und mitunter sogar bis in die Spitze reichen. Die Spitzen der Anhängsel sind hakenförmig bis aufgerollt. Die Anhängsel sind hyalin und in der unteren Hälfte braun pigmentiert.
Die Fruchtkörper enthalten 6–15(-18) Asci. Diese sind elliptisch-eiförmig bis sackartig und haben eine Größe von (35-)45–95 × (20-)25–45 µm. Sie sind kurz gestielt und 4-8-sporig. Die Ascosporen sind gerade bis gekrümmt und bei Reife kommaförmig. Ihre Größe beträgt 25–40 × 10–16,5 µm.

## Verbreitung
Die Art befällt Quercus dentata, Quercus fabri, Quercus serrata und Quercus variabilis. Sie kommt in Japan und China vor.